# Ercole Cati
Ercole Cati, conosciuto anche come Ercole Cato (Ferrara, dopo il 1538 – Ferrara, dopo il 1606), fu un politico e diplomatico presso la corte estense nonché letterato, noto per le sue  traduzioni esegetiche in materia di filosofia politica e di diritto.

## Biografia
Membro dei Cati, famiglia nobiliare minore originaria di Lendinara e nella sfera dei duchi d'Este, era figlio di Lodovico e di Ippolita Nigrisoli.
Nel 1563 entrò in servizio presso il cardinale Ippolito d'Este, il quale amava intrattenersi e apprezzandone i componimenti letterari.
Dopo la morte del cardinale pare che sia rimasto per qualche anno libero da impegni di corte ed abbia atteso agli studi letterari, passando gran parte del tempo a Lendinara.
Nel 1577 fu fatto cavaliere dal doge Sebastiano Venier. In seguito fu segretario privato di  Alfonso II d'Este, che lo servì anche per missioni diplomatiche. Di questo lungo periodo si conservano dei commenti e dei sonetti di Torquato Tasso dedicati a Ercole Cati e viceversa.
Con la devoluzione di Ferrara che determinò il passaggio della città dalla dinastia estense al diretto controllo dello Stato Pontificio, Cati riuscì stringere buoni rapporti col nuovo governo e fu nominato consigliere nobile della città di Ferrara. Il Gran Consiglio lo scelse quale ambasciatore di residenza a Roma presso la corte papale di papa Clemente VIII ma preferì rinunciare all'incarico per restare in patria dedicando il resto della sua esistenza ai suoi studi ed alle sue composizioni letterarie.
Divenne uno degli istitutori dell'Accademia degli Intrepidi, ove si distinse con l'appellativo di Scompagnato.
Fu fratello di Renato e Sigismondo, giuristi e diplomatici.
Ercole non occupò mai posizioni politiche rilevanti quanto quelle dei suoi fratelli, ma raggiunse una certa notorietà come traduttore dal francese di fiducia di Aldo Manuzio, nonché come letterato.
Alcune delle sue opere ebbero svariate ristampe anche molto tempo dopo la sua scomparsa. Tra queste, nella sua libera traduzione di Politicorum libri sex ("sei libri di Politica") Giusto Lipsio del 1589, ricca di commenti, annotazioni personali in ogni capitolo, analizza la ragion di Stato, esamina la tensione tra la politica pragmatica delle corti e la morale cristiana, per concentrarsi sulla prudenza politica e come il Principe possa preservare la pace e stabilità.
Morì in Ferrara sul finire del XVII secolo ed ebbe sepoltura come i suoi avi, nell'antica chiesa de' Servi.